# Tomoderus barclayi
Tomoderus barclayi es una especie de coleóptero de la familia Anthicidae.

## Distribución geográfica
Habita en Indonesia.